# Medos
Medos (altgriechisch Μῆδος Mḗdos) oder Medeios (Μήδειος Mḗdeios) ist eine Gestalt der griechischen Mythologie, Sohn der Medeia mit entweder dem Aigeus oder dem Iason. Er wurde von Cheiron aufgezogen und ausgebildet.
Als er und seine Mutter aus Athen verbannt wurden, folgte er ihr erst, landete dann aber sturmbedingt an den Gestaden des Perses und wurde diesem vorgeführt. Zum eigenen Schutz gab er sich als Hippotes, Kreons Sohn, aus, da ihm unter seiner wahren Identität aufgrund des Orakels, Perses müsste den Tod durch die Nachkommen Aietes’ fürchten, wohl schweres Ungemach gedroht hätte. Die sodann eintreffende Medeia, sich ausgebend als Artemis-Priesterin, erfuhr davon und dachte, der in Gewahrsam Befindliche sei gekommen, um sich an ihr für die Bluttat an Kreon zu rächen. So verriet sie unwissentlich ihren Sohn, indem sie bekanntgab, es wäre nicht Hippotes, sondern Medos, von der Mutter geschickt, um ihn, Perses, zu ermorden. Man solle ihn ihr übergeben, damit sie ihn aus dem Weg räumen könne. Als dieser nun vorgeführt wurde, erkannte sie ihren Irrtum, erbat sich eine private Unterredung mit ihm. Dort gab sie ihm ein Schwert und beauftragte ihn damit, Perses als Rache für dessen am Großvater begangenen Unrecht zu töten.
Medos folgte dem Willen seiner Mutter, erschlug Perses und nahm dessen Reich in Besitz, das er nach sich Medien nannte. Er unterwarf in der Folge weitere Völker, deren Länder er seinem Reich einverleibte, und starb schließlich während eines Feldzugs gegen die Inder.
Andere meinen, Medeia sei mit einem ihr von Aigeus mitgegebenem Gefolge aus Athen in die Tiefe Asiens geflohen, habe dort einen hervorragenden König geheiratet und diesem den Medos geboren. Medos beerbte seinen Vater in der Herrschaft, und seine Untertanen hätten sich ob seiner bewundernswerten Tapferkeit nach ihm Meder genannt.